# Dentobunus waigeuensis
Dentobunus waigeuensis is een hooiwagen uit de familie Sclerosomatidae.